# 白石勇一
白石 勇一（しらいし ゆういち、1984年3月29日 - ）は、日本棋院東京本院所属の囲碁棋士。岩田一九段門下。神奈川県川崎市宮前区出身。中央大学中退。

## 略歴
- 小学4年生頃祖父から囲碁を教えられ、1年足らずで高段者となり岩田一八段の岩田子供囲碁教室に通い始める。
- 1995年 横浜市立美しが丘小学校6年で少年少女囲碁大会に出場し、河英一らを下し決勝戦で万波佳奈に敗れ、準優勝。
- 1998年 少年少女囲碁大会中学生の部に出場も、3位となる相手に敗退[1]。
- 1999年 中央大学附属高校に進学し、全国高校囲碁選手権大会に出場も、準優勝者に敗れる[2]。
- 2000年 同2年の全国高校囲碁選手権大会では、4位に終わる[3]。高校総文囲碁部門男子個人戦で、3位に終わる。
- 2001年 同3年の全国高校囲碁選手権大会で、優勝を果たす[4]。高校総文では、優勝者との直接対決に敗れ、2位に終わる。これにより優勝者は3連覇を達成する。
- 2002年 中央大学に進学し、学生本因坊戦に出場し4位入賞[5]。アマチュア本因坊戦に出場も、初戦敗退[6]。学生十傑戦でも初戦敗退に終わる[7]。
- 2003年 学生本因坊となる[8]。アマ本因坊戦は、日本棋院棋士採用試験を受けるため辞退し、臨んだ採用試験では外来予選で敗退[9]
- 2004年 日本棋院棋士採用試験に外来として臨み、1位で入段を果たす[10]。
- 2010年、第35期新人王戦にて三谷哲也六段を2-1で降して優勝を果たした。

## 棋歴

### 獲得タイトル
- 新人王戦（第35期）

### 昇段履歴
- 2005年4月1日 初段
- 2007年10月5日 二段（勝星規定）
- 2010年2月1日 三段（賞金ランキング）
- 2012年1月1日 四段（賞金ランキング）
- 2013年1月1日 五段（賞金ランキング）
- 2015年1月1日 六段（賞金ランキング）
- 2018年1月1日 七段（賞金ランキング 六段1位）

### その他実績
- 全国高校囲碁選手権大会（2000年度） 優勝
- 全日本学生本因坊戦（2003年度） 優勝